# Reprezentacja Kirgistanu w hokeju na lodzie mężczyzn
Reprezentacja Kirgistanu w hokeju na lodzie mężczyzn – drużyna reprezentująca Kirgistan w międzynarodowych rozgrywkach w hokeju na lodzie.